# الدوري التشيكوسلوفاكي 1949
الدوري التشيكوسلوفاكي 1949 هو الموسم 43 من الدوري التشيكوسلوفاكي ‏. أشرف على تنظيمه اتحاد جمهورية التشيك لكرة القدم، وكان عدد الأندية المشاركة فيه 14، وفاز فيه نادي سلوفان براتيسلافا.